# Comuna de Tułowice
Tułowice (polaco: Gmina Tułowice) é uma gminy (comuna) na Polónia, na voivodia de Opole e no condado de Opolski. A sede do condado é a cidade de Tułowice.
De acordo com os censos de 2004, a comuna tem 5509 habitantes, com uma densidade 67,9 hab/km².

## Área
Estende-se por uma área de 81,13 km², incluindo:
- área agrícola: 22%
- área florestal: 70%

## Demografia
Dados de 30 de Junho 2004:
|                      | Total   | Total | Mulheres | Mulheres | Homens  | Homens |
| -------------------- | ------- | ----- | -------- | -------- | ------- | ------ |
|                      | pessoas | %     | pessoas  | %        | pessoas | %      |
| População            | 5509    | 100   | 2774     | 50,4     | 2735    | 49,6   |
| Densidade (pop./km²) | 67,9    | 100   | 34,2     | 34,2     | 33,7    | 33,7   |

De acordo com dados de 2002, o rendimento médio per capita ascendia a 1252,42 zł.

## Subdivisões
- Goszczowice, Ligota Tułowicka, Skarbiszowice, Szydłów, Tułowice.

## Comunas vizinhas
- Dąbrowa, Komprachcice, Korfantów, Łambinowice, Niemodlin, Prószków